# Copa Entel 2001
La Copa Entel 2001 fue la segunda serie de partidos correspondiente al torneo amistoso de fútbol Copa Entel y que consistió en la disputa de seis Superclásicos durante ese año, más un partido con un club internacional como invitado.
De las siete ediciones, cuatro fueron ganadas por Colo-Colo y tres por Universidad de Chile.

## Equipos participantes
- Colo-Colo
- San Lorenzo
- Universidad de Chile

## Primera edición
El partido, disputado en febrero en el Estadio La Portada de La Serena, lo ganó Colo-Colo por 2-1, obteniendo así su cuarto título de la Copa Entel.
| Copa Entel 2001 I edición; 4 de febrero de 2001 | Colo-Colo                      | 2:1 (1:0) | Universidad de Chile | Estadio La Portada, La Serena (Chile) |  |
|                                                 | González 39' (pen.) 51' (pen.) | Reporte   | Pizarro 90+3'        |                                       |  |

### Campeón
| Chile                        |
| Campeón Colo-Colo 4.º título |

## Segunda edición
El partido, disputado en abril en el Estadio Sausalito de Viña del Mar, lo ganó Colo-Colo por 5-2, obteniendo así su quinto título de la Copa Entel.
Por la compra de un boleto el público recibió una tarjeta Entel Ticket de mil pesos.
| Copa Entel 2001 II edición; 23 de abril de 2001, 22:00 | Colo-Colo                                              | 5:2 (1:2) | Universidad de Chile  | Estadio Sausalito, Viña del Mar (Chile) |  |
|                                                        | Riffo 24' · Reyes 68' 84' · Cabezas 74' · Rozental 90' | Reporte   | Barrera 4' (pen.) 17' |                                         |  |
| 49' Aros (Universidad de Chile).                       |                                                        |           |                       |                                         |  |

### Campeón
| Campeón Colo-Colo |

## Tercera edición
El partido, disputado en junio en el Estadio Regional de Antofagasta, lo ganó Universidad de Chile por 4-2, obteniendo así su segundo título de la Copa Entel.
| Copa Entel 2001 III edición; 1 de junio de 2001 | Colo-Colo                | 2:4 (1:0) | Universidad de Chile                                            | Estadio Regional de Antofagasta, Antofagasta (Chile) |  |
|                                                 | Tapia 34' · Lopresti 86' | Reporte   | Barrera 63' (pen.) · Arílson 72' · González 73' · Garrido 90+1' |                                                      |  |

### Campeón
| Campeón Universidad de Chile |

## Cuarta edición
La cuarta edición sirvió como preparación ante la participación de Universidad de Chile y de San Lorenzo en la Copa Mercosur 2001, además de brindar un homenaje a Leonardo Rodríguez, que defendió a ambas escuadras, y a Manuel Pellegrini, exjugador y exentrenador de la «U», que en ese encuentro dirigió al equipo argentino.
El partido, disputado en julio en el Estadio Nacional, lo ganó Universidad de Chile por 2-1, obteniendo así su tercer título de la Copa Entel.
| Copa Entel 2001 IV edición; 21 de julio de 2001 | Universidad de Chile         | 2:1 (1:0) | San Lorenzo | Estadio Nacional, Ñuñoa, Santiago (Chile)                  |                                                            |
| | González 16' · Castañeda 79' | Reporte   | Franco 48'  | Asistencia: 18.000 espectadores Árbitro(s): Carlos Chandía | Asistencia: 18.000 espectadores Árbitro(s): Carlos Chandía |
| Tampe (Universidad de Chile). · Cáceres (Universidad de Chile). · Chavarría (Universidad de Chile). · Acosta (San Lorenzo). · Erviti (San Lorenzo). · 16' Portocarrero (San Lorenzo). · 67' Franco (San Lorenzo). |                              |           |             |                                                            |                                                            |

### Campeón
| Campeón Universidad de Chile |

## Quinta edición
La quinta edición se celebró aprovechándose el receso por el encuentro entre las selecciones de Chile y Bolivia en las clasificatorias al Mundial de Fútbol de 2002.
El partido, disputado en agosto en el Estadio Carlos Dittborn de Arica, lo ganó Colo-Colo por 1-0, obteniendo así su sexto título de la Copa Entel.
El cotejo fue transmitido en directo por Televisión Nacional de Chile.
| Copa Entel 2001 V edición; 13 de agosto de 2001, 22:00 | Colo-Colo | 1:0 (0:0) | Universidad de Chile | Estadio Carlos Dittborn, Arica (Chile) |  |
|                                                        | Reyes 89' | Reporte   |                      |                                        |  |
| 90+2' García (Universidad de Chile).                   |           |           |                      |                                        |  |

### Campeón
| Campeón Colo-Colo |

## Sexta edición
El partido, disputado en octubre en el Estadio Fiscal de Talca, lo ganó Colo-Colo por 3-2, obteniendo así su séptimo título de la Copa Entel.
| Copa Entel 2001 VI edición; 5 de octubre de 2001, 22:00  | Colo-Colo                           | 3:2 (3:1) | Universidad de Chile             | Estadio Fiscal de Talca, Talca (Chile) |  |
|                                                          | González 1' · Riffo 43' · Tapia 45' | Reporte   | Henríquez 26' · Ávila 75' (pen.) |                                        |  |
| 83' Aros (Universidad de Chile). · 83' Riffo (Colo-Colo) |                                     |           |                                  |                                        |  |

### Campeón
| Campeón Colo-Colo |

## Séptima edición
El partido, disputado en noviembre en el Estadio El Teniente de Rancagua, lo ganó Universidad de Chile por 3-0, obteniendo así su cuarto título de la Copa Entel.
| Copa Entel 2001 VII edición; 9 de noviembre de 2001, 22:00         | Colo-Colo | 0:3 (0:1) | Universidad de Chile                     | Estadio El Teniente, Rancagua (Chile) |  |
|                                                                    |           | Reporte   | Henríquez 31' · Rivarola 49' · Pinto 83' |                                       |  |
| 40' Valladares (Universidad de Chile). · 90' Henríquez (Colo-Colo) |           |           |                                          |                                       |  |

### Campeón
| Campeón Universidad de Chile |